# UFO (밴드)
UFO는 1968년 런던에서 결성된 영국의 록 밴드이다. 그들은 초기의 하드 록과 헤비 메탈 사이의 과도기적인 그룹과 뉴 웨이브 오브 브리티시 헤비 메탈이 되었다. 밴드의 현재 라인업은 보컬 필 모그, 리드 기타리스트 비니 무어, 리듬 기타리스트이자 키보디스트 닐 카터, 베이시스트 롭 드 루카, 드러머 앤디 파커이다. 모그는 1983년부터 1984년까지, 그리고 1989년부터 1991년까지 두 차례 히아투스를 가졌다. 이 밴드는 1973년부터 1978년까지 UFO의 멤버였던 전 스콜피언스의 기타리스트이자 MSG의 설립자인 미하엘 쉥커가 출연한 것으로도 유명하다. 2018년 5월, 모그는 2019년 마지막 투어를 끝으로 UFO에서 은퇴할 것이라고 발표했지만, 밴드는 2022년에 고별 투어를 재개할 계획이다.
UFO는 54년 동안 22개의 스튜디오 음반, 14개의 라이브 음반, 16개의 컴필레이션 음반, 그리고 1개의 커버곡을 발매했다. 그들은 1970년대 후반과 1980년대 초반에 영국과 미국 톱 40 차트에서 여러 음반과 싱글(1979년 라이브 음반 《Strangers in the Night》 포함)로 적당한 성공을 거두었고, 전 세계적으로 2천만 장 이상의 음반을 판매했다. 그들의 가장 잘 알려진 노래로는 〈Doctor Doctor〉, 〈Rock Bottom〉, 〈Natural Thing〉, 〈Lights Out〉, 〈Too Hot to Handle〉, 〈Only You Can Rock Me〉 등이 있다. UFO는 1980년대와 1990년대 하드 록에서 가장 위대한 하드 록 공연 중 하나로 꼽히며, 종종 하드 록 장면과 헤비 메탈에 가장 큰 영향을 미친 곡 중 하나로 언급되기도 한다. 이 밴드는 VH1이 선정한 "가장 위대한 하드 록 아티스트 100인"에서 84위에 올랐다.

## 음반 목록
- UFO 1 (1970)
- UFO 2: Flying (1971)
- Phenomenon (1974)
- Force It (1975)
- No Heavy Petting (1976)
- Lights Out (1977)
- Obsession (1978)
- Strangers in the Night (1979)
- No Place to Run (1980)
- The Wild, the Willing and the Innocent (1981)
- Mechanix (1982)
- Making Contact (1983)
- Misdemeanor (1985)
- Ain't Misbehavin' (1988)
- High Stakes & Dangerous Men (1992)
- Walk on Water (1995)
- Covenant (2000)
- Sharks (2002)
- You Are Here (2004)
- The Monkey Puzzle (2006)
- The Visitor (2009)
- The Chrysalis Years: 1973-1979 (2011)
- Seven Deadly (2012)